# 南屯河
南屯河（Nam Theun），又名卡丁河（Khading），是位於寮國甘蒙省及博利坎賽省的一條河流，為湄公河左岸支流。南屯河幹流河長138 km（86 mi），流域面積2,800 km2（1,100 sq mi）。南屯河規劃有三座水壩，分別為南屯1、南屯1-2及南屯2。南屯2是其中最有經濟效益的，目前已完工運作中。
老挝提供的台风名称“南修”则来源于南屯河。

## 外部連結
- WEPA （页面存档备份，存于）

18°19′32″N 103°59′52″E / 18.32556°N 103.99778°E